# María del Carmen Franco
María del Carmen Franco y Polo (ur. 14 września 1926 w Oviedo, zm. 29 grudnia 2017 w Madrycie) – hiszpańska arystokratka, księżna Franco, markiza Villaverde  jedyna córka generała Francisco Franco oraz prezes fundacji jego imienia.
Była jedną z najbogatszych kobiet w Hiszpanii o majątku ok. 600 mln euro. 

## Życie prywatne
Matka siedmiorga dzieci i babka 14 wnucząt, w tym pretendenta do tronu Francji Ludwika Alfonsa Burbona. 
Zmarła z powodu choroby nowotworowej.